# Fureur sur la ville
Pour plus de détails, voir Fiche technique et Distribution.
Fureur sur la ville (titre original : The Sound of Fury / titre alternatif : Try and Get Me !) est un film américain réalisé par Cy Endfield, sorti en 1950, avec Frank Lovejoy, Kathleen Ryan, Richard Carlson, Lloyd Bridges et Adele Jergens dans les rôles principaux. Il s'agit d'une adaptation du roman Condemned de l'écrivain Jo Pagano, lui-même inspiré par l'assassinat de Brooke Hart (en) en 1933 et le lynchage par la population de ses meurtriers.

## Synopsis
Howard Tyler (Frank Lovejoy) est touché par la crise économique. Ancien soldat sans emploi et endetté, il peine à faire vivre sa femme enceinte (Kathleen Ryan) et son jeune fils. Un soir, il fait la rencontre de Jerry Slocum (Lloyd Bridges) qui lui propose un travail. Il recherche un chauffeur pour l'accompagner sur des cambriolages. Tyler refuse puis accepte pour subvenir aux besoins de sa famille. Après plusieurs petits larcins, Slocum prépare un grand coup : l'enlévement du fils d'un riche citoyen de la ville. Tyler accepte et a pour mission de garder le kidnappé en attendant le versement de la rançon. Mais Slocum le tue ...

## Fiche technique
- Titre français : Fureur sur la ville
- Titre original : The Sound of Fury
- Titre alternatif : Try and Get Me !
- Réalisation : Cy Endfield
- Scénario : Jo Pagano et Cy Endfield d'après le roman Condemned de Jo Pagano
- Photographie : Guy Roe
- Montage : George Amy
- Musique : Hugo Friedhofer, Emil Newman et Jerome Moross
- Décors : Howard Bristol (en)
- Direction artistique : Perry Ferguson
- Producteurs : Seton I. Miller et Robert Stillman
- Société de production : Robert Stillman Productions
- Société de distribution : United Artists
- Pays d'origine : États-Unis
- Langue : Anglais
- Genre cinématographique : Film noir, film policier
- Durée : 85 minutes
- Date de sortie :
  - États-Unis :  12 décembre 1950
  - France : 14 novembre 1952

## Distribution
- Frank Lovejoy : Howard Tyler
- Kathleen Ryan : Judy Tyler
- Richard Carlson : Gil Stanton
- Lloyd Bridges : Jerry Slocum
- Katherine Locke : Hazel Weatherwax
- Adele Jergens : Velma
- Art Smith : Hal Clendenning
- Renzo Cesana : Dr Vido Simone
- Irene Vernon : Helen Stanton
- Cliff Clark : Shérif Deming
- Harry Shannon : M. Yaeger
- Donald Smelick : Tommy Tyler

Acteurs non crédités
- Joe Conley
- Mary Lawrence (en)
- Liz Renay
- Joe E. Ross
- Emerson Treacy (en)
- Yvette Vickers

## À noter
- Il s'agit d'une adaptation du roman Condemned de l'écrivain Jo Pagano. Ce dernier s'est inspiré d'un fait réel, l'enlèvement et le meurtre de Brooke Hart (en). En novembre 1933, il fut enlevé par John Holmes et Thomas H. Thurmond. Après l'avoir tué, ils appellent sa famille pour lui extorquer une rançon. Capturés par la police, les deux hommes sont mis en détention à la prison de San José[1]. L'affaire ayant fortement ému l'opinion, une foule d'environ 6 000 personnes se rassembla autour de la prison. À la nuit tombée, échauffée, elle prit d'assaut la prison et pendit les deux présumés coupables.
- Le film Furie (Fury) réalisé par Fritz Lang en 1936 s'inspire du même événement.
- Première apparition au cinéma pour l'acteur Joe E. Ross.